# Красный (замок)
Красный (бел. Замак Красны) — замок, существовавший в XVI в. недалеко от деревни Красное (совр. Ушачский район Витебская область Беларусь). Также известен под названием Тетче.

## История
В 1564 году Сигизмунд II Август приказал построить здесь замок с тремя башнями. В том же году он был захвачен русскими войсками.
В конце июля 1579 года, ещё до того, как Стефан Баторий взял Полоцк, литовские казаки под командованием Франтишка Жука неожиданно ночью захватили Красный, гарнизон которого к этому был совсем не готов. На радостях победители упились и стали брататься с уцелевшими побеждёнными. Те же выждали удобный момент, когда казаки, перепившись, спали, и послали об этом сообщение в Сушу. Пришедшие оттуда 800 стрельцов перерезали спящих литовцев, а замок сожгли.

## Описание
На сохранившейся гравюре Дж. Б. Кавальери, сделанной по рисунку С. Пахоловицкого 1579 года, замок предстаёт как треугольный в плане, с тремя угловыми башнями и одной воротной. Две башни, примыкающие к воротам, прямоугольные в плане с двускатной крышей, третья башня — многогранная под шатровой крышей. На рисунке крепость со всех сторон окружена водами двух, соединённых протокой, озёр, названных Тётча («Ciothcza Lacvs»).

## Месторасположение

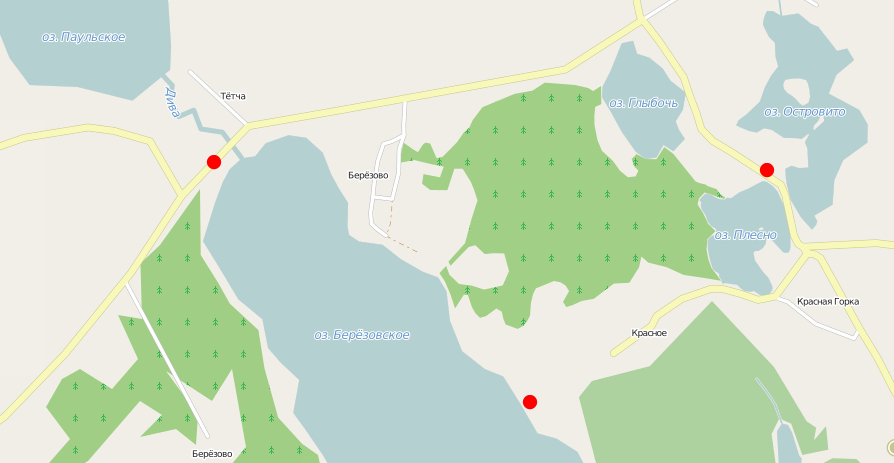
Три возможных места расположения замка.

Месторасположение замка в точности не установлено. Традиционное мнение о том, что крепость существовала рядом с современной деревней Красное на берегу озера Берёзовское, вызывает сомнения, так как данная местность абсолютно не соответствует рисунку Пахоловицкого. Согласно другой версии, замок был расположен немного севернее, вблизи погоста Тётча, между озёрами Паульское (другое название которого — Тетча) и Берёзовским. Ещё в начале XX века на этом месте находился погост Городок. Также на изображение на старинной гравюре очень похожа местность, расположенная чуть восточнее, у деревни Красная Горка между озерами Островито и Плесно.